# Romanian International 2009
Die Romanian International 2009 fanden in Timișoara vom 19. bis zum 22. März 2009 statt. Der Referee war Lajos Csanda aus Ungarn. Das Preisgeld betrug 5.000 US-Dollar, wodurch das Turnier in das BWF-Level 4B eingeordnet wurde. Es war die 11. Austragung dieser internationalen Meisterschaften von Rumänien im Badminton.

## Austragungsort
- Complexul Sportiv Banu Sport, FC Ripensia Street 33

## Finalergebnisse
| Disziplin    | Sieger                                | Finalist                         | Ergebnis          |
| ------------ | ------------------------------------- | -------------------------------- | ----------------- |
| Herreneinzel | Dionysius Hayom Rumbaka               | Bandar Sigit Pamungkas           | 16:21 21:14 21:12 |
| Dameneinzel  | Petya Nedelcheva                      | Linda Zechiri                    | 21:9 21:17        |
| Herrendoppel | Yulian Hristov Vladimir Metodiev      | Ondřej Kopřiva Tomáš Kopřiva     | 18:21 21:15 22:20 |
| Damendoppel  | Petya Nedelcheva Dimitria Popstoikova | Alexandra Milon Florentina Petre | 21:17 21:14       |
| Mixed        | Valeriy Atrashchenkov Elena Prus      | Richard Vaughan Sarah Thomas     | 21:19 21:1        |